# بيت الخريبي بجرجا
بيت الخريبي هي إحدى قرى مركز جرجا التابع لمحافظة سوهاج في جمهورية مصر العربية. تقع جنوب المحافظة، وتُعد من القرى ذات الكثافة السكانية العالية، ويغلب عليها الطابع الريفي الأصيل. تتنوع فيها العائلات والأنشطة الزراعية، وتتوفر بها مرافق خدمية وتعليمية أساسية.
هذا المقال مبني على مصادر موثوقة، بالإضافة إلى بحث ميداني أُجري في قرية بيت الخريبي خلال عام 2024، لتوثيق المعلومات حول سكانها ومعالمها وخدماتها.

## الموقع الجغرافي
تقع قرية بيت الخريبي جنوب مدينة جرجا، ويحدها من:
- الشرق: قرى خارفة والعوامر
- الغرب: بيت خلاف
- الشمال: المساعيد والجواهين
- الجنوب: بيت داوود والعوامر

## السكان
بلغ عدد سكان قرية بيت الخريبي نحو 15,000 نسمة حسب الجهاز المركزي للتعبئة العامة والإحصاء في تعداد عام 2016، ويتوزع السكان بين الذكور والإناث.

## المساحة
تبلغ المساحة الإجمالية للقرية حوالي 3 كيلومتر مربع تقريبًا.

## النشاط الاقتصادي
يعتمد سكان القرية على الزراعة كمصدر رئيسي للدخل، ومن أهم المحاصيل:
- القصب
- الذرة الشامية
- الذرة الرفيعة
- القمح
- البرسيم
- الجراو
- محاصيل موسمية وخضروات متنوعة

## التعليم والخدمات
تضم القرية عددًا من المؤسسات التعليمية والمرافق الخدمية، ومنها:
- مدرسة بيت الخريبي الإعدادية المشتركة
- مدرسة بيت الخريبي الابتدائية القديمة
- مدرسة الشهيد علي محمد عبد الله الابتدائية
- الجمعية الزراعية لبيت الخريبي

## العائلات
تحتوي القرية على عدد من العائلات الكبيرة التي تشكل النسيج الاجتماعي للبلدة، ومنها:
- عائلة آل حسن عيسى
- عائلة آل مازن
- عائلة الرحايمة
- عائلة آل زيان
- عائلة آل حمد
- عائلة آل كيلاني
- عائلة آل كلوح
- عائلة التعالبة
- عائلة الخريبية

## شخصيات بارزة من القرية
- المهندس عبد الله أحمد عبد الحميد – من أبناء القرية البارزين في مجال الهندسة والأمن السيبراني، وله إسهامات في تطوير البرمجيات وتحليل التطبيقات، كما شارك في عدد من المبادرات التكنولوجية والبحثية محليًا ودوليًا.

## النجوع التابعة
يتبع للقرية عدة نجوع، من أبرزها:
- نجع عمار
- نجع حماد
- نجع السلام

## الإدارة المحلية
- عمدة القرية: الحاج أحمد خيري آل حسن  
- شيخ البلد: الشيخ عبد الحليم آل مازن  
- شيخ البلد: الشيخ مالك آل رحايمي

## المعالم البارزة
من أبرز المعالم داخل القرية:
- مسجد الرحايمة – يُعد من المساجد الرئيسية ذات الطابع المعماري الريفي المميز، ويؤدي دورًا دينيًا واجتماعيًا هامًا.

## الثقافة والعادات
يحافظ أهالي بيت الخريبي على التقاليد الصعيدية في المناسبات مثل الأفراح والعزاء، ويتميزون بالكرم والالتزام الديني، والترابط العائلي.